# Рудник Бановићи
Рудник угља Бановићи је рудник угља на простору општине Бановићи у Тузланском кантону. Рудник ископаваље врши на два површинска копа Гривице и Турија и подземног копа Омазићи. На простору рудника се налазе рудне резерве у износу од 208 милиона тона лигнита, што их чини једним од највећих рудних резерви у Европи и свијету. Рудник посједује и ископавања врши предузеће Рудник мрког угља Бановићи (РМУ Бановићи), које има годишњи капацитет производње од 1,27 милиона тона угља. Године 2014. рудник је још увијек користио парне локомотиве на својој прузи.